# Zeche Altendorfer Mulde
Die Zeche Altendorfer Mulde ist ein ehemaliges Steinkohlenbergwerk in Essen-Burgaltendorf. Das Bergwerk ist bereits vor dem Jahr 1831 entstanden und war zuerst als Stollenzeche in Betrieb, später wurde die Steinkohle mittels Schacht abgebaut.

## Bergwerksgeschichte
Bereits seit dem Jahr 1722 wurde in dem Grubenfeld der Gewerkschaft Altendorf Stollenbau betrieben. Im Jahr 1838 wurde unter dem Himmelsfürster Erbstollen eine 7,4 Meter mächtige Kohlenpartie abgebaut. Im Jahr 1845 wurde zum Tiefbau übergegangen. In diesem Jahr wurde mit dem Abteufen des tonnlägigen Schachtes Rochussen begonnen. Der Schacht Rochussen, auch Schacht Rochusen oder Schacht Rochüsen genannt, lag an der heutigen Burgstraße und befand sich im späteren Nordfeld der Zeche Altendorf Tiefbau. Das Karbon wurde bei einer Teufe von 17 Metern erreicht. Im Laufe des Jahres kam noch Schacht Laura hinzu. Im Jahr 1847 wurde im Schacht Rochussen bei einer flachen Teufe von 93 Metern die Wettersohle angesetzt und bei einer flachen Teufe von 140 Metern die 1. Tiefbausohle. Noch im selben Jahr wurde mit der Förderung im Schacht Rochussen begonnen. Im Jahr 1850 wurde bei einer flachen Teufe von 220 Metern die 2. Sohle angesetzt. Im Jahr 1855 waren die Kohlenvorräte im Schacht Rochussen fast abgebaut. Am 8. Februar desselben Jahres konsolidierte die Zeche Altendorfer Mulde mit mehreren weiteren Zechen zur Zeche Altendorf Tiefbau.